# Fuga da Pretoria
Fuga da Pretoria (Escape from Pretoria) è un film del 2020 diretto da Francis Annan.
Basato sul libro biografico di Tim Jenkin, Inside Out: Escape from Pretoria Prison, racconta l'evasione dalla Prigione Centrale di Pretoria nel 1979 dei prigionieri politici Tim Jenkin e Stephen Lee, dopo essere stati incarcerati per propaganda anti-apartheid.

## Trama
Tim Jenkin e Stephen Lee sono due giovani attivisti bianchi che svolgono azioni anti-apartheid in Sudafrica. Arrestati, vengono condannati rispettivamente a 12 e 8 anni di carcere e vengono reclusi nel carcere di Pretoria, dove sono rinchiusi altri attivisti tra cui Denis Goldberg. I due, insieme a un altro prigioniero, Leonard Fontaine, trovano un modo tanto semplice quanto geniale per evadere. Alcuni degli altri prigionieri politici, tra cui lo stesso Goldberg, contribuiscono a perfezionare i dettagli del piano di fuga.

## Promozione
Il trailer è stato pubblicato il 13 dicembre 2019.

## Distribuzione
La pellicola è stata distribuita nelle sale cinematografiche statunitensi a partire dal 6 marzo 2020.